# گورستان گردنه‌سر بی
گورستان گردنه سر B در شهرستان املش، بخش رانکوه، روستای بویه واقع شده و این اثر در تاریخ ۲ آبان ۱۳۸۲ با شمارهٔ ثبت ۱۰۶۳۱ به‌عنوان یکی از آثار ملی ایران به ثبت رسیده است.